# 北海道東海大学
北海道東海大学（ほっかいどうとうかいだいがく、英語: Hokkaido Tokai University）は、北海道札幌市南区南沢5条1丁目1-1に本部を置いていた日本の私立大学である。1977年に設置され、2008年に廃止された。大学の略称は北東大・道東海大。

## 概要
- 学校法人東海大学（東京都渋谷区）が1977年に設置した、東海大学の系列校である。

### 東海大学札幌教養部
- 高度経済成長期になり、北海道各地で技術者養成の需要の増加から理工科系大学の誘致が盛んになり、1967年4月に東海大学の札幌教養部が開設された[1]。設置された学科は工学部の電気工学科、建築学科、土木工学科、通信工学科、電子工学科、動力機械工学科、生産機械工学科の7学科[2]であった。
- 1968年4月より海洋学部の教養課程も併設され、設置されたのは5学科中、海洋工学科、海洋土木工学科、水産学科の3学科であった[3]。海洋学部の教養課程は1973年4月より沼津キャンパスに移設することとなり、2年生の進級を待ち1974年3月に廃止。
- 教養部で2年間を過ごし、その後、湘南キャンパスまたは清水キャンパスへ移行する形式であった。2年間地元で生活することで、教育費の負担(下宿代等)を低減させるメリットがあった。

### 北海道東海大学
- 旭川市にあった東海大学工芸短期大学（1972年設立）を4年制大学へ転換する形で北海道東海大学が発足する。このときは芸術工学部のみからなっていた。
- 1988年に東海大学札幌教養部を改組して北海道東海大学の国際文化学部・工学部の2学部に転換する。これにより3学部体制となる。
- 2008年4月に、東海大学、九州東海大学と統合され、2010年、文部科学省に廃止認可される[4]。

### 閉校後
- 札幌キャンパスは、東海大学札幌キャンパスとなり、東海大学国際文化学部と生物学部が置かれた。旭川キャンパスには東海大学芸術工学部が置かれたが、2016年にキャンパス閉鎖となった[5]。旭川キャンパスの土地・建物は旭川市に寄贈された[5]。2016年時点では殆どの建物は解体されていたが、まだグラウンドのほか芸術工学研究館と松前記念図書館等が残っていた[5]。旭川キャンパスの敷地は35000平方メートルであった[5]。

## 沿革
- 1967年 東海大学札幌教養部開設（札幌市）
- 1972年 東海大学工芸短期大学開学（旭川市）
- 1977年 東海大学工芸短期大学を母体に北海道東海大学開学（旭川市）・芸術工学部開設
- 1988年 東海大学札幌教養部を改組して北海道東海大学に国際文化学部・工学部を開設（札幌市）
- 1999年 学校法人東海大学の3大学（北海道東海大学、東海大学、九州東海大学）により、学園内留学制度を開始
- 2002年 札幌キャンパスはラベンダー栽培発祥地に所在することから、ラベンダーキャンパス計画としてラベンダー栽培が開始される。
- 2003年 芸術工学部くらしデザイン学科（デザイン／アート／建築・まちづくりコース）開設（旭川市）、芸術工学部を改組
- 2004年 国際文化学部地域創造学科（地域づくり／健康・スポーツ／NPO・NGO／北欧・北方圏研究／アジア研究／アメリカ・ヨーロッパコース）、コミュニケーション学科（英語コミュニケーション／メディアコミュニケーションコース）開設（札幌市）、国際文化学部を改組
- 2008年 東海大学、九州東海大学、北海道東海大学と統合し、東海大学に組織改編
- 2010年 文部科学省の廃止認可を受ける[4]（廃止認可日は同年9月16日[6]）。

## 学部・学科
札幌キャンパス
- 国際文化学部

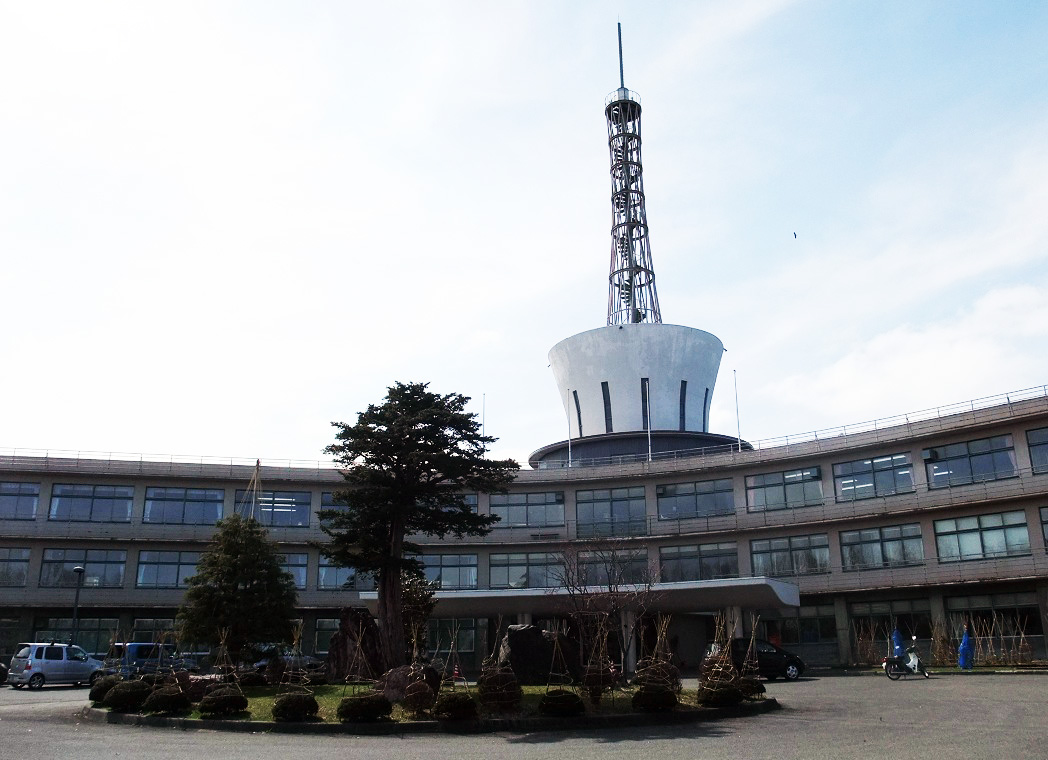
旭川キャンパス。画像は東海大学に統合後の2011年4月撮影

  - 地域創造学科　※2008年度入試より募集停止
  - コミュニケーション学科　※2008年度入試より募集停止

- 工学部
  - 情報システム学科　※2008年度入試より募集停止
  - 海洋環境学科　※2008年度入試より募集停止
  - 生物工学科　※2008年度入試より募集停止

旭川キャンパス
- 芸術工学部
  - くらしデザイン学科　※2008年度入試より募集停止

## 大学院
- 国際地域学研究科（修士課程）
  - 国際地域学専攻　※2008年度入試より募集停止

- 理工学研究科（修士課程）
  - 電子情報工学専攻　※2008年度入試より募集停止
  - 環境生物科学専攻　※2008年度入試より募集停止

- 芸術学研究科（修士課程）
  - 生活デザイン専攻　※2008年度入試より募集停止

## 付属機関
札幌キャンパス
- 情報教育センター
- 地域連携研究センター

旭川キャンパス
- 松前記念図書館
- 情報教育センター
- 北方生活研究所

その他
- 夕張バイオ試験農場（夕張市）
- 寿都臨海実験所（寿都町）
- 留萌臨海実験所（留萌市）

### 他大学との協定

#### 国内
- 2005年に、小樽商科大学と文理融合に関する連携協力の協定を締結。

#### 国外
国際・学術交流等協定校
- ラップランド大学（フィンランド）
- ヨーテボリ大学（スウェーデン・ヴェストラ・イェータランド県）
- ヨーテボリ大学 経済学部（スウェーデン）
- ヨーテボリ大学 デザイン工学部（スウェーデン）
- ストックホルム大学（スウェーデン）
- ダーラナ大学（スウェーデン）
- シャルマス工科大学建築学部（スウェーデン）
- オスロ大学（ノルウェー）
- コペンハーゲン商科大学（デンマーク）
- デンマーク国立デザイン学校（デンマーク）
- ロシア極東国立総合大学（ロシア・ウラジオストク）
- トンプソン・リバーズ大学（カナダ・BC州）

## 大学関係者と組織

### 歴代学長
- 松前重義
- 松前紀男
- 三原義男
- 西山恒夫
- 光澤舜明
- 松前仰
- 西村弘行

### 大学関係者一覧
東海大学の人物一覧